# Von der Heyden

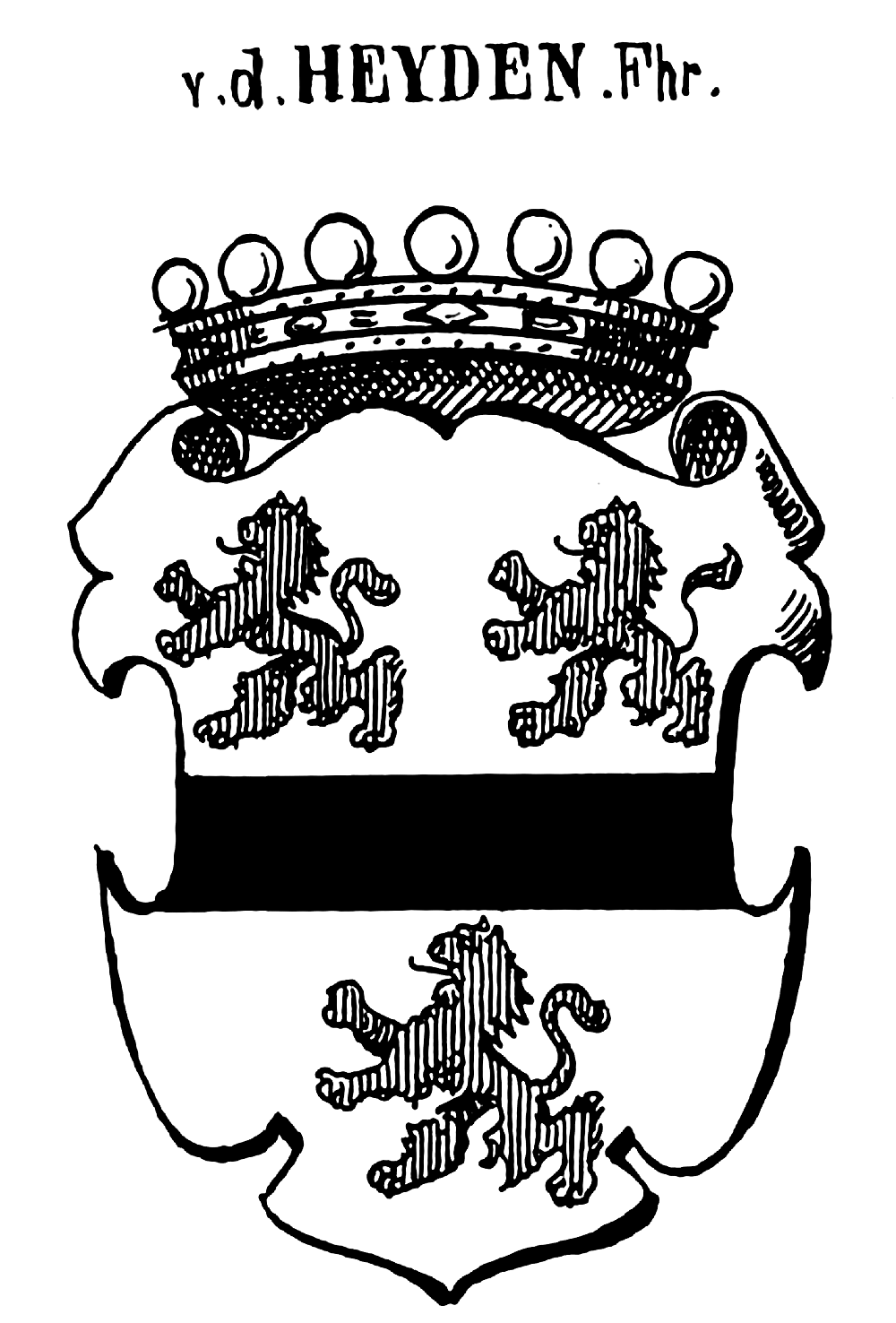
Wapen van von der Heyden

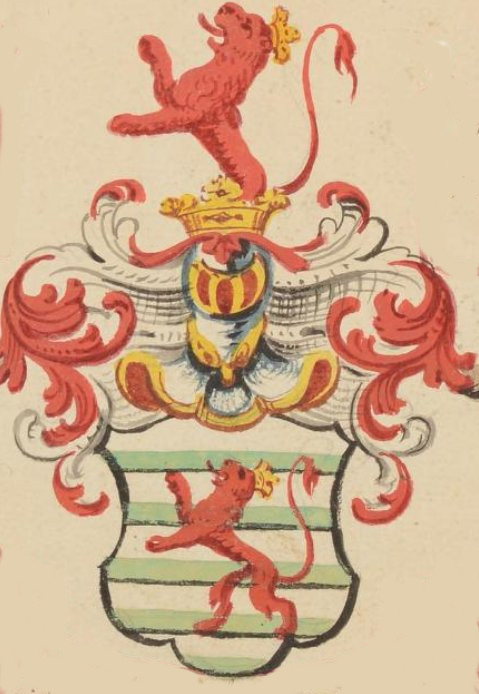
Wapen van de Familie Heyden genaamd Belderbusch

De familie von der Heyden was een Rijnlands-Luxemburgs oeradellijk geslacht.

## Geschiedenis
Het familiegeslacht vindt zijn oorsprong in het hertogdom Limburg, alwaar in 1374 Simon van der Heyden als eerste in een oorkonde voorkomt. De ononderbroken verzekerde familielijn begint in 1514 met de belening van Henri van der Heyden.
In 1743 werd de familie door keizerin Maria Theresia in de vrijherenstand (Freiherrenstand) verheven. Deze tak werd door  Freiherr Clemens Wenzeslaus von der Heyden (1774–1840) afgesloten op het Schloss Niederweis. Hij maakte zijn hele vermogen over aan de Kreis Bitburg ter ondersteuning van de behoeftigen, waardoor zijn familie niets erfde.
In 1907 volgde de Pruisische adelserkenning met de bevestiging van het sinds de 18e eeuw gevoerde wapen.
De familie bezat uitgestrekte bezittingen in de zuidelijke Eifel, zoals Schloss Niederweis, Stolzenburg und Niedersgegen sowie zu Prümerburg.

## Wapen
Het oudste familiewapen wordt als volgt beschreven: van zilver een dwarsbalk van sabel vergezeld van drie leeuwen van keel (2:1); daarop een helm met een dekkleed van keel en zilver, zevenparelige rangkroon en een staande leeuw van keel, gekroond van goud.
Het wapen zoals erkent in 1907 wordt als volgt beschreven: van zilver een dwarsbalk van sabel bekleed met drie hoefijzers van keel (2:1), daarop rechts een helm van sabel en zilver, links een dekkleed van keel en zilver, een windhond van zilver en sabel.

## Personen
- Franz Eduard Anton Freiherr von der Heyden (1693–1755), voorzitter van de Luxemburgse provincieraad.
- Karl Leopold von Belderbusch (Graaf Karl Leopold von der Heyden genaamd Belderbusch; 1749–1826), Staatsman en politiek publicist

## Weblinks
- Geschichte Schloss Niederweis
- Wappen von der Heyden

## Einzelnachweise
1. ↑  Nur damit die Familie nichts erbt